# Khí hậu lục địa ẩm

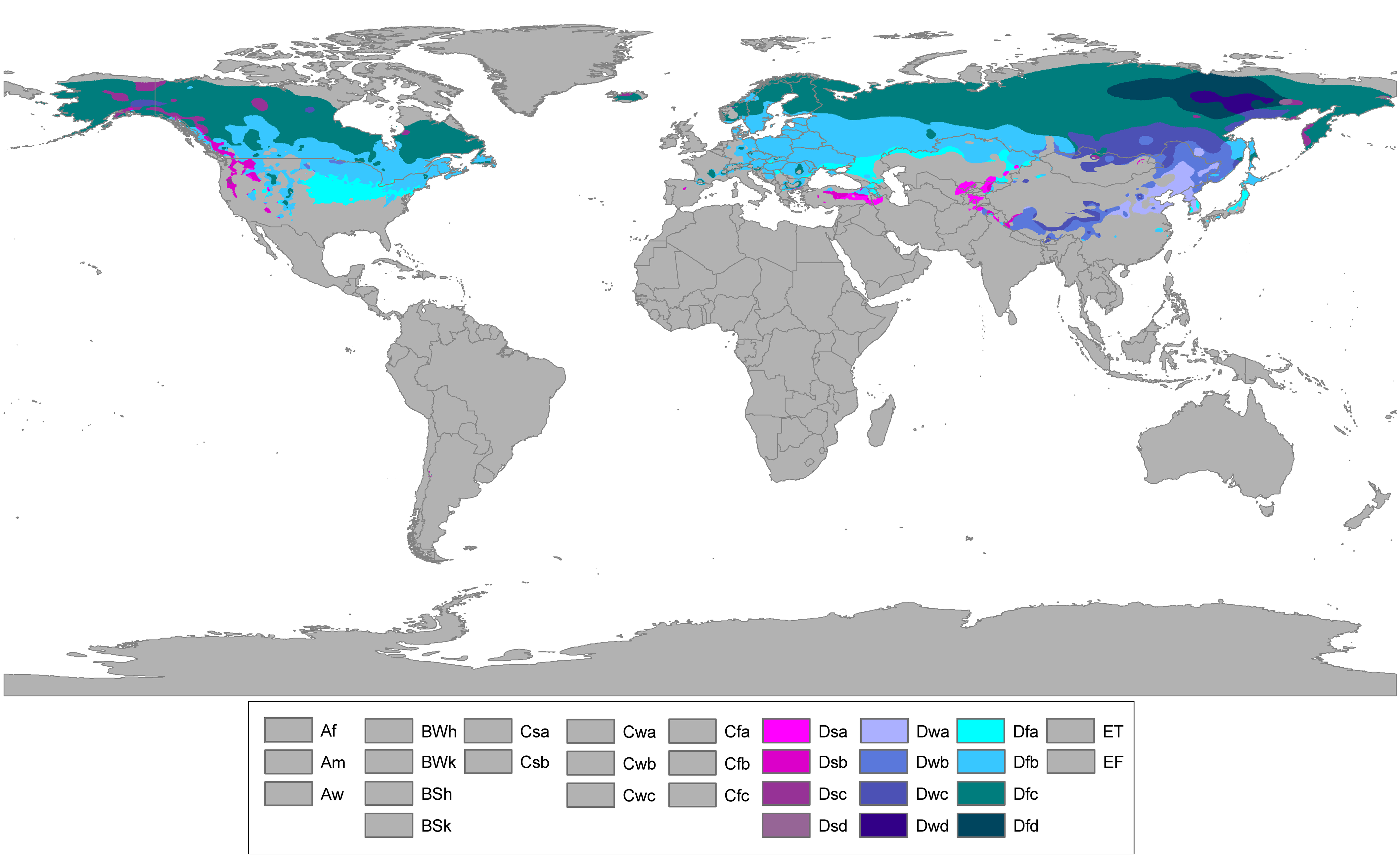
Khí hậu lục địa không xuất hiện ở nam bán cầu.

Khí hậu lục địa ẩm là một kiểu khí hậu được xác định bởi nhà khí hậu học Wladimir Köppen vào năm 1900. Đặc trưng của khí hậu lục địa ẩm là bốn mùa trong năm rõ rệt, sự khác biệt về nhiệt độ giữa các mùa lớn. Mùa hè từ ấm đến nóng, trong khi mùa đông lạnh, thậm chí rất lạnh, đặc biệt ở các khu vực được phân loại là Dfb, Dwb, Dsb tiếp giáp với khí hậu cận Bắc Cực. Ở một số khu vực, lượng giáng thủy phân bổ tương đối đồng đều trong năm. Thông thường, để phân loại nó, người ta thường dựa vào 2 tiêu chí sau: Tháng lạnh nhất phải dưới 0 °C (32,0 °F) hoặc −3 °C (26,6 °F) và ít nhất 4 tháng có nhiệt độ trung bình trên hoặc bằng 10 °C (50 °F). Ngoài ra, các vị trí đang được xem xét không được khô cằn hoặc bán khô hạn.
Khí hậu lục địa ẩm thường nằm trong khoảng vĩ độ 30°N đến 60°N, trong phần trung tâm và đông bắc của Bắc Mỹ, châu Âu và châu Á. Chúng hầu như không được tìm thấy ở Nam Bán cầu, do diện tích đại dương lớn hơn ở khoảng vĩ độ đó và do đó, biển điều hoà khí hậu mạnh hơn. Ở Bắc bán cầu, một số vùng khí hậu lục địa ẩm ướt, điển hình là ở Hokkaido, Bắc Honshu, đảo Sakhalin, Scandinavia, Nova Scotia và Newfoundland chịu ảnh hưởng nhiều từ biển, với mùa hè tương đối mát mẻ và mùa đông ở ngay dưới mức đóng băng. Nhiều khu vực khí hậu lục địa ẩm được tìm thấy ở phía đông bắc Trung Quốc, miền nam Siberia, bán đảo Triều Tiên (trừ khu vực phía Nam tại Hàn Quốc), các đồng bằng của Canada, và các khu vực vùng Ngũ Đại Hồ của Trung Tây Hoa Kỳ và Trung Canada kết hợp mùa hè nóng cực đại và mùa đông lạnh hơn so với các khu vực cùng khí hậu ở gần biển.

## Định nghĩa
Sử dụng phân loại khí hậu Köppen, khí hậu được phân loại là lục địa ẩm khi nhiệt độ của tháng lạnh nhất là dưới 0 °C [32,0 °F] hoặc −3 °C [26,6 °F] và phải có ít nhất bốn tháng có giá trị trung bình nhiệt độ bằng hoặc trên 10 °C (50 °F). Những nhiệt độ này không phải là tùy ý. Ở châu Âu, đường đẳng nhiệt nhiệt độ trung bình −3 °C (27 °F) (đường đẳng nhiệt) nằm gần phạm vi phía nam của lớp băng tuyết mùa đông. Ở Hoa Kỳ, việc sử dụng đường đẳng nhiệt 0 °C [32,0 °F] phổ biến hơn. Nhiệt độ trung bình 10 °C (50 °F) được coi là nhiệt độ tối thiểu cần thiết cho sự phát triển của cây. Phạm vi nhiệt độ rộng là phổ biến trong vùng khí hậu này.
Chữ cái thứ hai trong ký hiệu phân loại xác định lượng mưa theo mùa như sau:
- s: Mùa hè khô hạn — tháng khô nhất trong nửa năm có nhiều nắng (tháng 4 đến tháng 9 ở Bắc bán cầu, tháng 10 đến tháng 3 ở Nam bán cầu) có lượng mưa nhỏ hơn 30 milimét (1,18 in)/40 milimét (1,57 in) lượng mưa và có lượng mưa chính xác hoặc ít hơn 1⁄3 của tháng ẩm ướt nhất trong nửa tháng ít nắng (tháng 10 đến tháng 3 ở Bắc bán cầu, tháng 4 đến tháng 9 ở Nam bán cầu),
- w: Mùa đông khô hạn - tháng khô nhất trong nửa mùa hạ có ít mưa hơn hoặc bằng một phần mười lượng mưa được tìm thấy trong tháng ẩm ướt nhất trong nửa mùa hè của năm,
- f: Không có mùa khô - không đáp ứng một trong các thông số trên.

trong khi chữ cái thứ ba biểu thị mức độ nóng của mùa hè:
- a: Mùa hè nóng nực, tháng ấm nhất trung bình ít nhất là 22 °C (71,6 °F),
- b: Mùa hè ấm áp, tháng ấm nhất trung bình dưới 22 °C (71,6 °F) và ít nhất bốn tháng trung bình trên 10 °C (50,0 °F).

### Lượng mưa
Ở Bắc Mỹ, độ ẩm trong chế độ khí hậu này được cung cấp bởi Ngũ Đại Hồ, Vịnh México phía tây Đại Tây Dương. Lượng mưa phân bố tương đối đều quanh năm ở nhiều khu vực có khí hậu này (f), trong khi những khu vực khác có thể thấy lượng mưa mùa đông giảm rõ rệt, làm tăng khả năng xảy ra hạn hán vào mùa đông (w). Tuyết rơi xảy ra ở tất cả các khu vực có khí hậu lục địa ẩm và ở nhiều nơi như vậy phổ biến hơn mưa trong mùa đông. Ở những nơi có đủ lượng mưa vào mùa đông, lớp tuyết phủ thường sâu. Phần lớn lượng mưa mùa hè xảy ra trong các cơn dông, và ở Bắc Mỹ và châu Á thỉnh thoảng có một hệ thống áp thấp cận nhiệt đới. Mặc dù mức độ ẩm thường cao ở những nơi có khí hậu lục địa ẩm, nhưng ký hiệu "ẩm" có nghĩa là khí hậu không đủ khô để được phân loại là bán khô hạn hoặc khô cằn.

### Thảm thực vật
Trong các khu vực có khí hậu lục địa ẩm, các khu rừng thường là rừng hỗn hợp giữa cây lá kim và cây lá rộng, các vùng đồng cỏ ôn đới. Trong các khu vực ẩm ướt và ấm hơn, có thể thấy các kiểu rừng lá rộng ôn đới nhiều hơn.

## Phân loại

### Kiểu phụ mùa hè nóng
Phiên bản mùa hè nóng nực của khí hậu lục địa có nhiệt độ trung bình ít nhất là 22 °C (71,6 °F) trong tháng ấm nhất. Vì các chế độ này được giới hạn ở Bắc bán cầu, tháng ấm nhất thường là tháng 7 hoặc tháng 8. Nhiệt độ cao trong tháng ấm nhất trong khoảng trên 20 và dưới 30 °C ( trên 80 hoặc dưới 90 °F), trong khi nhiệt độ trung bình vào buổi chiều tháng Giêng gần hoặc thấp hơn nhiều so với mức đóng băng. Thời kỳ không có sương giá thường kéo dài 4-7 tháng trong chế độ khí hậu này.
Trong phạm vi Bắc Mỹ, khí hậu này bao gồm các khu vực nhỏ ở trung tâm và đông nam Canada (bao gồm Hạt Essex, khu vực lõi của Golden Horseshoe và Greater Montreal) và các phần của miền trung và miền đông Hoa Kỳ từ 100°W về phía đông đến Đại Tây Dương. Lượng mưa tăng hơn nữa về phía đông ở khu vực này và ít đồng đều theo mùa hơn ở phía tây. Các tiểu bang phía tây của miền trung Hoa Kỳ (cụ thể là Montana, Wyoming, một phần của miền nam Idaho, phần lớn Quận Lincoln ở Đông Washington, một phần của Colorado, các phần của Utah, phía tây Nebraska và một phần của phía tây Bắc và Nam Dakota) có chế độ nhiệt phù hợp với kiểu khí hậu Dfa, nhưng khá khô và thường được xếp chung với khí hậu bán khô hạn (BSk).
Ở Đông bán cầu, chế độ khí hậu này được tìm thấy trong lục địa Á-Âu, Đông-Trung Á và một phần của Ấn Độ. Ở châu Âu, kiểu khí hậu Dfa hiện diện gần Biển Đen ở miền nam Ukraine, vùng liên bang Phía Nam của Nga, miền nam Moldova, Serbia, một phần miền nam Romania và Bulgaria, nhưng có xu hướng khô hơn và có thể thậm chí là bán khô hạn ở những nơi này. Ở Đông Á, khí hậu này chịu ảnh hưởng của gió mùa với lượng mưa vào mùa hè cao hơn nhiều so với mùa đông, và do ảnh hưởng của áp cao Siberi mạnh mẽ hơn nhiều, nhiệt độ mùa đông lạnh hơn nhiều so với các vĩ độ tương tự trên thế giới, tuy nhiên với lượng tuyết rơi thấp hơn, ngoại lệ là phía tây Nhật Bản với lượng tuyết dày đặc. Tōhoku, giữa Tokyo và Hokkaidō và bờ biển phía Tây của Nhật Bản cũng có khí hậu với phân loại Köppen Dfa , nhưng thậm chí còn ẩm ướt hơn khu vực Bắc Mỹ có kiểu khí hậu này. Một biến thể có mùa đông khô và do đó lượng tuyết rơi tương đối thấp hơn với lượng mưa mùa hè theo kiểu gió mùa được tìm thấy ở miền bắc Trung Quốc bao gồm Mãn Châu và các vùng của Bắc Trung Quốc, và trên phần lớn bán đảo Triều Tiên; nó có phân loại Köppen Dwa . Phần lớn khu vực Trung Á, tây bắc Trung Quốc và nam Mông Cổ có chế độ nhiệt tương tự như kiểu khí hậu Dfa , nhưng những khu vực này nhận được lượng mưa rất ít nên chúng thường được phân loại là khí hậu thảo nguyên (BSk) hoặc sa mạc (BWk).
Khí hậu Dsa rất hiếm; chúng thường chỉ có mặt ở các khu vực cao tiếp giáp với các vùng khí hậu Địa Trung Hải với khí hậu Csa/Csb trong đất liền để đảm bảo mùa hè nóng và mùa đông lạnh. Chúng thường được tìm thấy ở các khu vực cao ở phía đông nam Thổ Nhĩ Kỳ (Hakkâri), tây bắc Iran và một phần của Trung Á.

### Kiểu phụ mùa hè ấm áp
Còn được gọi là khí hậu Hemiboreal , các khu vực có kiểu khí hậu lục địa này có nhiệt độ trung bình trong tháng ấm nhất dưới 22 °C (72 °F). Nhiệt độ cao vào mùa hè ở khu vực này thường trung bình từ 21–28 °C (70–82 °F) vào ban ngày và nhiệt độ trung bình trong tháng lạnh nhất thường thấp hơn nhiều so với −3 °C (27 °F) (hoặc 0 °C (32,0 °F)) đẳng nhiệt. Giai đoạn không có sương giá thường kéo dài 3-5 tháng. Những đợt nắng nóng kéo dài hơn một tuần là rất hiếm. Mùa đông kéo dài, lạnh giá và khắc nghiệt.
Phiên bản mùa hè ấm áp của khí hậu lục địa ẩm có diện tích lớn hơn nhiều so với kiểu phụ nóng. Ở Bắc Mỹ, vùng khí hậu bao gồm từ vĩ độ khoảng 42°N đến 50°N chủ yếu là phía đông 100°W , bao gồm các phần của Nam Ontario, nửa phía nam của Québec, The Maritimes , và Newfoundland, cũng như phía bắc Hoa Kỳ, từ đông Bắc Dakota về phía đông Maine. Tuy nhiên, nó có thể được tìm thấy ở xa về phía bắc đến 54°N, và xa hơn về phía tây ở các tỉnh Đồng cỏ của Canada và dưới 40°N trong Dãy Appalachia. Tại châu Âu, kiểu phụ này đạt vĩ độ bắc nhất trong Bodø tại 67°N.
Các địa điểm có độ cao như South Lake Tahoe, California và Aspen, Colorado, ở miền Tây Hoa Kỳ có khí hậu Dfb địa phương. Các tỉnh Prairie phía nam trung tâm và tây nam cũng phù hợp với tiêu chí Dfb từ đặc điểm nhiệt, nhưng do lượng mưa thấp của nó được xếp vào loại khí hậu bán khô hạn BSk.
Ở châu Âu, nó được tìm thấy ở phần lớn Đông Âu và các phần nam và trung tâm của Scandinavia không được điều hoà bởi Đại Tây Dương hoặc Biển Bắc: Ukraine (cả nước trừ bờ Biển Đen), Belarus, Ba Lan, Nga, Thụy Điển (các khu vực lịch sử của Svealand và Götaland), Phần Lan (đầu phía nam, bao gồm ba thành phố lớn nhất), Na Uy (khu vực đông dân nhất), Đan Mạch, Estonia, Latvia, Lithuania, Slovakia, Romania (nói chung là trên 100 m (330 ft)), Hungary (nói chung là trên 100 m (330 ft)) và Thổ Nhĩ Kỳ (nói chung là trên 100 m (330 ft)). Có rất ít ảnh hưởng của sự ấm lên hoặc lượng mưa từ phía bắc Đại Tây Dương. Kiểu phụ mùa hè mát mẻ được đánh dấu bằng mùa hè ôn hòa, mùa đông dài lạnh và ít mưa hơn kiểu phụ mùa hè nóng nực; tuy nhiên, thời gian cực nóng ngắn không phải là hiếm. Miền Bắc Nhật Bản có khí hậu tương tự.